# فرانكي أتواتر
فرانكي أتواتر (بالإنجليزية: Frankie Atwater)‏ هو منافس ألعاب قوى أمريكي، ولد في 4 فبراير 1969.

## وصلات خارجية
- فرانكي أتواتر على موقع الاتحاد الدولي لألعاب القوى (الإنجليزية)